# 行流镇
行流镇，是中华人民共和国安徽省阜阳市颍泉区下辖的一个乡镇级行政单位。

## 行政区划
行流镇下辖以下地区：
行流村、柳河闸村、冯杨村、牛寨村、柳河村、油坊村、三义村、李集村、杨桥村、邵营村、新闸村、仁和村、大庙村、时营村、邱营村、宋湾村、王官村、三里村、大周村和大鹿村。